# Arcidiocesi di Cartagine

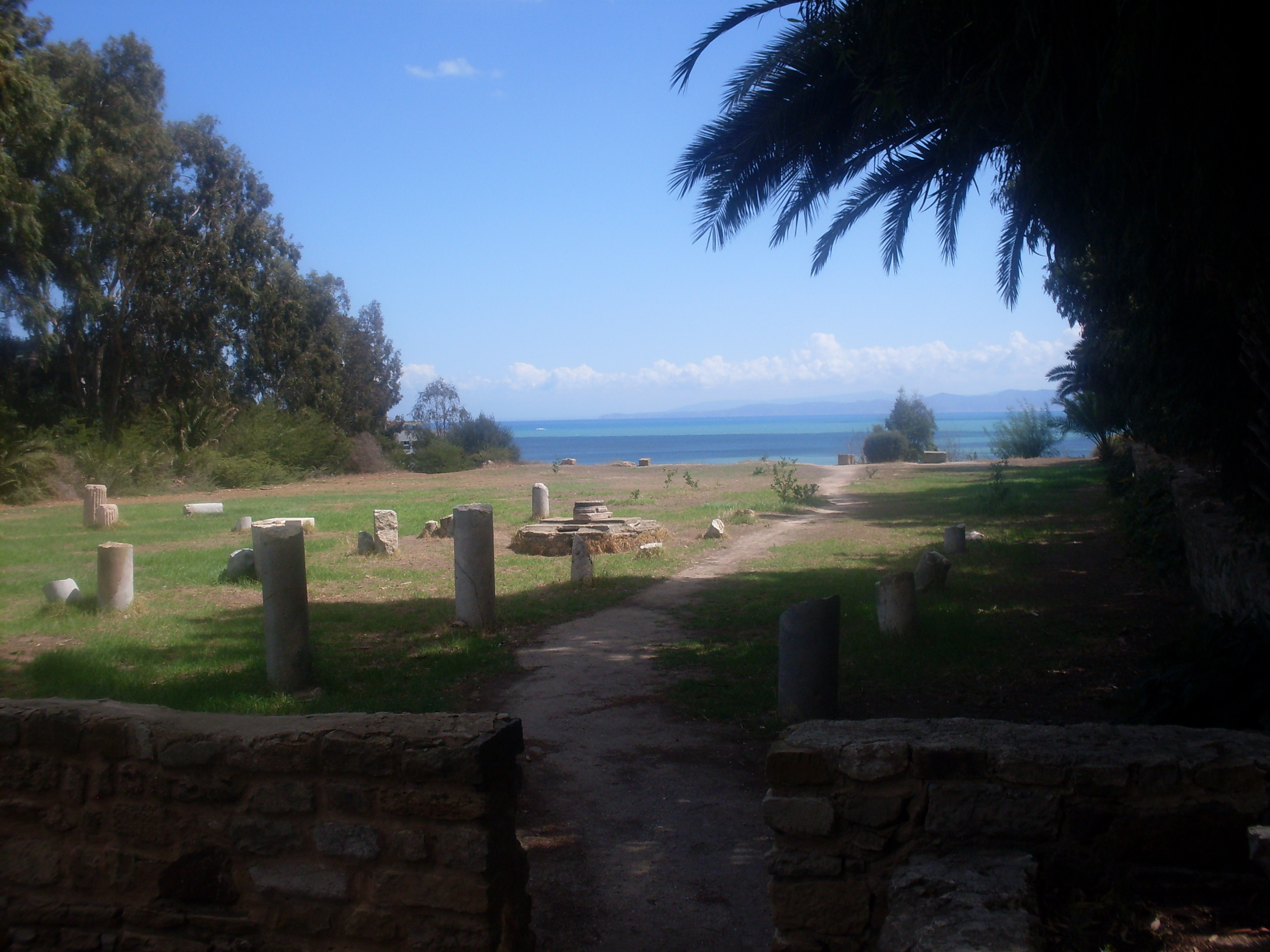
Resti della basilica detta di San Cipriano, a Cartagine, scoperta nel 1915.

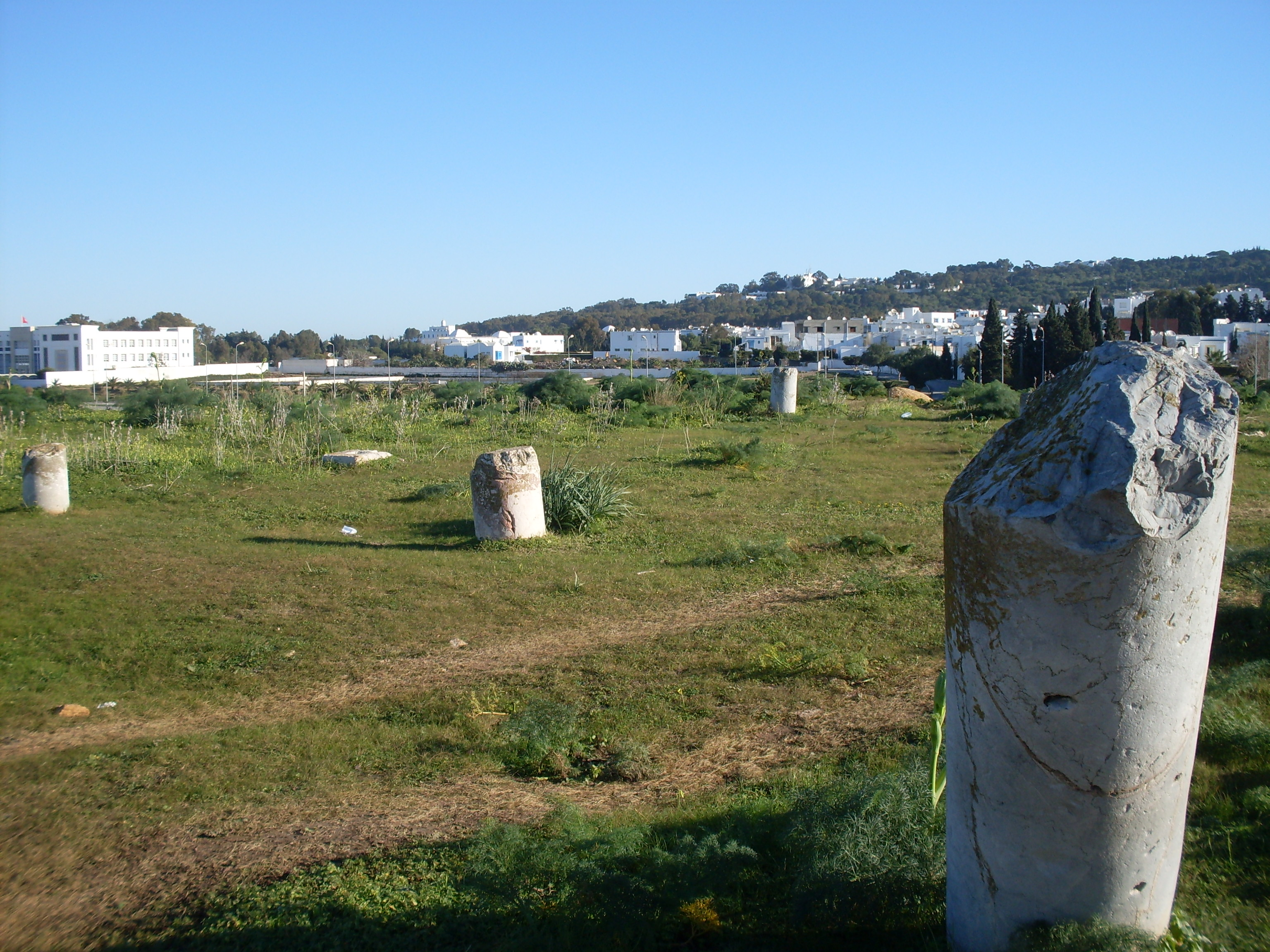
Resti della basilica Majorum (chiamata anche di Meildfa) a Cartagine, dove venne rinvenuta un'iscrizione dedicata alle sante Perpetua e Felicita.

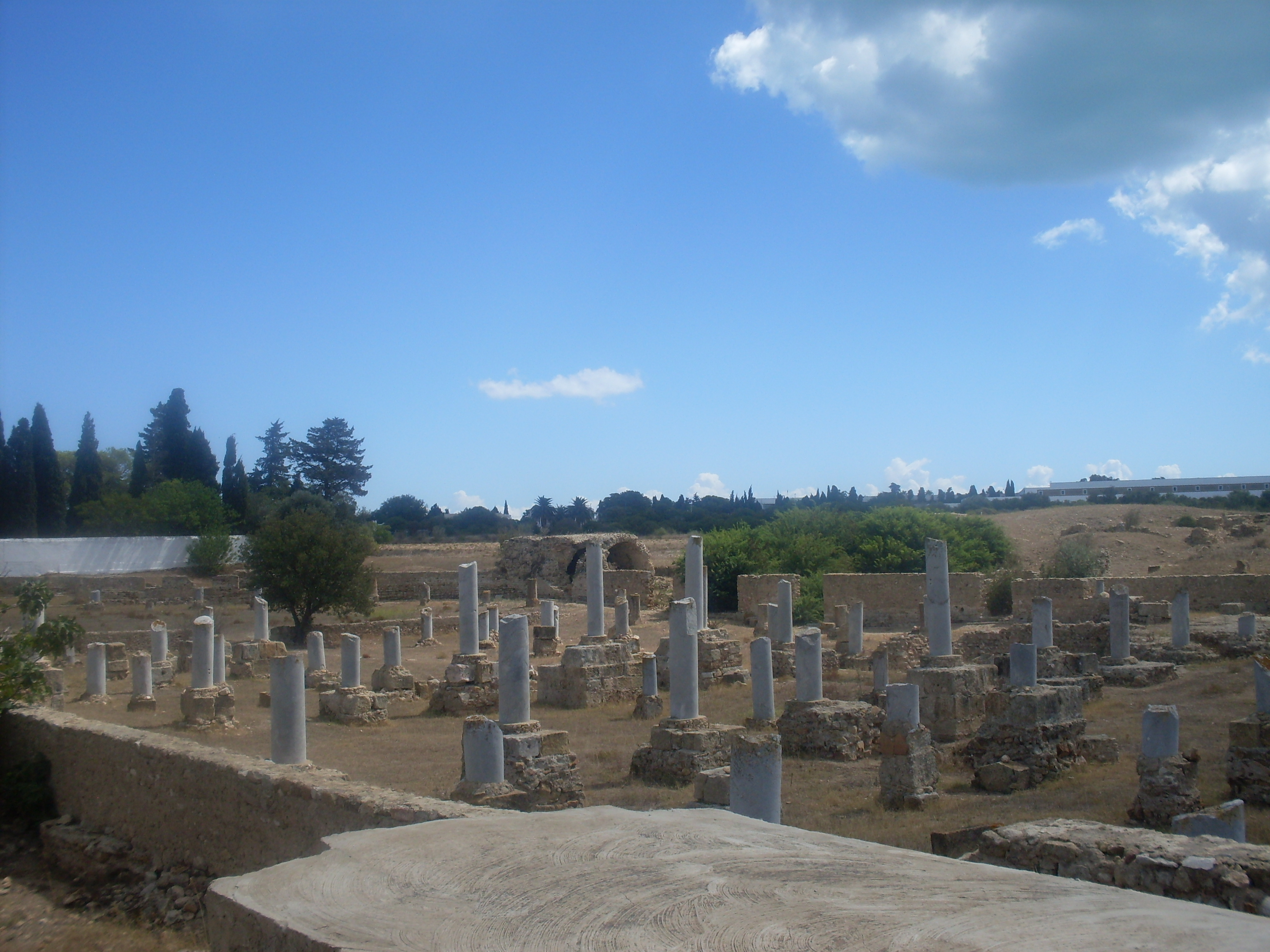
Resti della basilica di Damous El Karita a nove navate, la più grande di Cartagine, ornata di oltre 100 colonne.

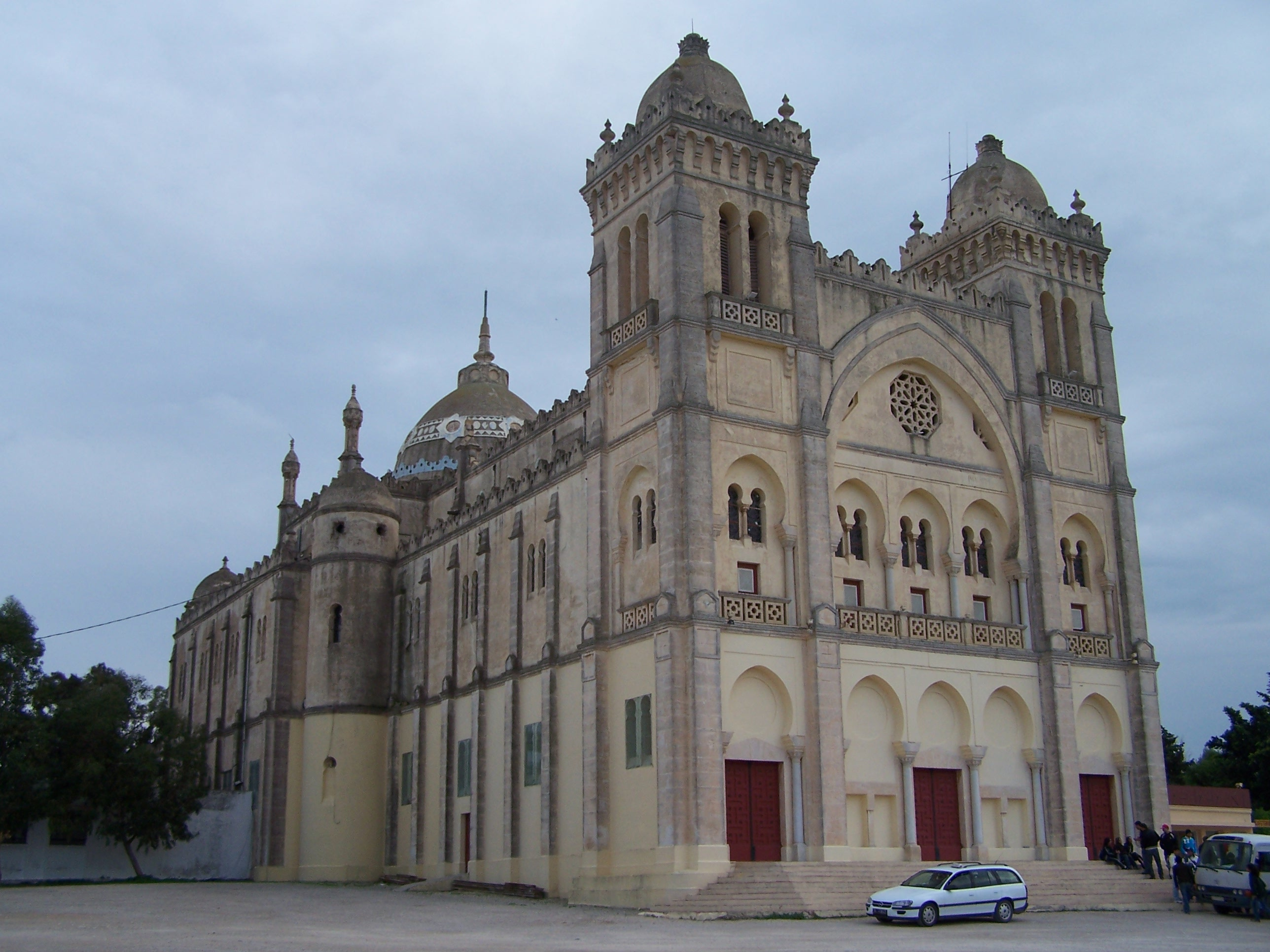
L'ex cattedrale di San Luigi a Cartagine, oggi sconsacrata, che fu cattedrale dell'arcidiocesi restaurata dal 1890 al 1964.

L'arcidiocesi di Cartagine (in latino Archidioecesis Carthaginensis) è una sede episcopale soppressa e sede titolare della Chiesa cattolica.

## Storia

### Origini
Incerte sono le origini della comunità cristiana di Cartagine, fondata verosimilmente, come in altre parti dell'impero romano, a partire dalla locale comunità ebraica. Alcune tradizioni parlano di una visita di san Pietro a Cartagine e della scelta del primo vescovo, Crescente; altre tradizioni invece ritengono protovescovo Epeneto, uno dei Settanta discepoli, oppure Sperato, uno dei martiri scillitani. Tuttavia queste tradizioni non trovano nessuna conferma storica, soprattutto nella copiosa produzione letteraria di sant'Agostino, che ignora queste leggende. Questo non esclude però un'origine orientale della comunità cristiana cartaginese, come sembrano confermare alcuni testi del vescovo d'Ippona e altre tradizioni teologiche, rituali e liturgiche, che sembrano provenire dal Medioriente. Come per molte altre città dell'impero, la primitiva comunità cristiana di Cartagine affonda le sue radici nella seconda metà del I secolo.
La prima testimonianza storica di una presenza cristiana nella capitale dell'Africa romana risale solo alla seconda metà del II secolo, con i Martiri scillitani, che subirono il martirio a Cartagine attorno al 180. Di questo fatto restano gli atti, i più antichi del loro genere. In questo periodo visse a Cartagine uno dei massimi scrittori cristiani dell'epoca, Tertulliano.
La più antica testimonianza dell'esistenza della diocesi di Cartagine risale ai primi decenni del III secolo, con il vescovo Agrippino, che convocò, tra il 230 e il 235 circa, un concilio per discutere sulla questione della validità del battesimo conferito dagli eretici. Suo probabile successore fu Donato, autore di alcune lettere contro Privato di Lambesi, condannato da un concilio africano convocato dallo stesso Donato.

### L'epoca di san Cipriano
Il III secolo è segnato dall'episcopato di san Cipriano, tra i più grandi teologi cristiani della sua epoca. Divenne vescovo di Cartagine attorno al 248 e subì il martirio il 14 settembre 258. Fu autore di diverse opere; di lui resta un importante epistolario, fonte principale per la storia della Chiesa di Cartagine del III secolo.
Durante il suo episcopato, furono celebrati diversi concili, che riunirono vescovi da tutta l'Africa romana; sono note 7 riunioni episcopali, più di una all'anno, tra il 251 e il 256. In questi concili Cipriano e i vescovi africani affrontarono le gravi questioni che affliggevano la Chiesa africana del tempo. In particolare, fu ricorrente la questione dei lapsi, ossia di quei cristiani che, durante le persecuzioni degli imperatori Decio e Treboniano Gallo, abiurarono la fede cristiana. Il concilio indetto nel 251 assunse una posizione mediana, contro il rigorismo dei novaziani, e il lassismo che voleva la riammissione dei lapsi senza alcun percorso di penitenza. Questo provocò uno scisma all'interno della comunità cristiana di Cartagine, con la presenza contemporanea di tre vescovi.
Altra questione che Cipriano dovette affrontare, fu quella se si dovessero ribattezzare quei fedeli che, dopo aver aderito ad una Chiesa scismatica o eretica e aver ricevuto in queste il battesimo, chiedevano di entrare nella Chiesa cattolica. Tre concili cartaginesi, nel 255 e nel 256, sostennero la necessità di ribattezzare i fedeli. Questo provocò una tensione nei rapporti con la Chiesa di Roma e papa Stefano I, che riteneva invece sufficiente l'imposizione delle mani e non un nuovo battesimo.
La persecuzione nel III secolo non fece solo dei lapsi, ma anche tanti martiri. Il secolo si aprì con il martirio delle sante Perpetua e Felicita, il cui culto si diffuse rapidamente in tutta la cristianità. La persecuzione di Valeriano (253-260) provocò la morte di Cipriano e di molti altri vescovi e martiri africani, ricordati nel martirologio romano (per esempio Successo, Paolo e Lucio il 18 gennaio, Agapio e Secondino il 4 maggio, Liboso di Vaga il 29 dicembre).

### Il donatismo
All'inizio del IV secolo, la Chiesa cartaginese vide la nascita di un movimento religioso, il donatismo, fondato da Donato di Case Nere, che divise la Chiesa africana per oltre un secolo, ma che, in forme minori, era ancora vivo in Numidia agli inizi del VII secolo. Questo movimento si opponeva alla riammissione nella Chiesa cattolica di quei chierici, sacerdoti o vescovi, che durante la persecuzione di Diocleziano avevano abiurato la propria fede, mentre la posizione ufficiale della Chiesa era orientata a una nuova accoglienza previa penitenza.
Lo scisma nella Chiesa africana si generò dalla posizione intransigente di Donato, che riteneva invalidi i sacramenti amministrati dai traditores, ossia quei preti e vescovi che, durante la persecuzione, avevano consegnato (in latino tradere) i libri sacri per essere bruciati. Quando nel 311 morì il vescovo di Cartagine Mensorio e al suo posto fu eletto il suo diacono Ceciliano (ambedue considerati traditores dai donatisti), Donato e i suoi seguaci si ribellarono, nominando vescovo di Cartagine Maggiorino, parente della nobile Lucilia, protettrice del neonato movimento. Maggiorino morì pochi mesi più tardi e gli succedette lo stesso Donato.
Il donatismo fu condannato come eresia dal concilio di Roma del 313 e dal concilio di Arles del 314, ma questo non servì a fermare il movimento, che si diffuse in tutta l'Africa romana. In ogni diocesi e comunità cristiana si formarono due gruppi distinti, i cattolici e i donatisti, ognuno con una propria gerarchia, un proprio clero e chiese separate. La sede di Cartagine ebbe una successione ininterrotta di vescovi donatisti fino agli inizi del V secolo: Maggiorino, Donato, Parmeniano e Primiano. Lo scisma non fu esente da momenti di tensione e da gravi episodi di violenza, da una parte e dall'altra.
Nel mese di giugno del 411 si svolse a Cartagine una conferenza alla presenza di oltre 500 vescovi africani, equamente divisi tra cattolici e donatisti, e di rappresentanti del governo imperiale. La conferenza si concluse con la condanna del donatismo e con il riconoscimento della Chiesa cattolica come l'unica vera Chiesa.
Agli inizi del V secolo fecero la loro apparizione a Cartagine altri due movimenti eterodossi. Il pelagianesimo, il cui fondatore, Pelagio, fu presente a Cartagine nel 411, fu condannato da due concili africani, riuniti da sant'Aurelio nel 416 e nel 418. Anche l'arianesimo ebbe dei sostenitori a Cartagine, che provocarono la reazione di sant'Agostino, che convocò una conferenza per combattere quest'eresia.

### L'epoca dei Vandali (439-533)
Nel 429 i Vandali, in maggioranza cristiani di fede ariana, iniziarono l'invasione e l'occupazione dell'Africa romana; Cartagine cadde il 19 ottobre 439. Iniziò un lungo periodo di persecuzione nei confronti dei cattolici, che durò fino alla riconquista bizantina nel 533.
Durante il secolo di occupazione dei Vandali, la sede cartaginese rimase vacante per quasi sessant'anni. Al momento della conquista, la sede cartaginese era occupata da Quodvultdeus, che assieme ad altri vescovi e al suo clero, essendosi rifiutato di aderire all'arianesimo, fu condannato all'esilio. Si rifugiò a Napoli, dove rimase fino alla morte, probabilmente nel 454, senza mai più poter far ritorno a Cartagine. Gli succedette Deogratias, a cui fu permesso dal re Genserico di poter governare la sua Chiesa, dopo una quindicina d'anni di sede vacante; ma morì dopo pochi anni, lasciando nuovamente la sede vacante fino al 481, quando il re Unerico permise l'elezione di un nuovo vescovo, Eugenio, che morì in esilio attorno al 505.
Nel 484, si svolse a Cartagine un colloquio tra cattolici e ariani, che si concluse con la decisione del re Unerico di esiliare tutti i vescovi cattolici e di chiudere tutte le loro chiese. È il periodo più duro per la Chiesa africana, privata del suo clero e sottoposta a dure persecuzioni, periodo che fece molti martiri, documentati in più occasioni nel martirologio romano.
Alla morte di Eugenio la diocesi di Cartagine rimase vacante per altri 18 anni, finché il nuovo re, Ilderico, concesse nel 523 l'elezione di un nuovo vescovo, Bonifacio, il cui primo compito fu quello di convocare un concilio generale nel 525 per riorganizzare e ricostruire la Chiesa dopo anni di persecuzioni, e per prendere le misure necessarie a combattere certe usurpazioni instauratesi nella Chiesa africana.

### L'epoca dei Bizantini (533-698)
Il 14 settembre 533 le truppe bizantine guidate dal generale Belisario riconquistarono Cartagine, ponendo fine al regno africano dei Vandali e alle persecuzioni.
Il vescovo di Cartagine, Reparato, convocò un concilio generale per riorganizzare la Chiesa africana, con l'appoggio dei papi e di Giustiniano I. Venne messo in campo un programma di ricostruzione delle strutture cristiane. Risalgono al periodo bizantino la maggior parte delle chiese e basiliche conosciute, spesso ricostruite su antiche strutture precedenti.
La Chiesa africana fu coinvolta nella disputa teologica dei Tre Capitoli. Un concilio celebrato a Cartagine nel 550 sotto la presidenza di Reparato scomunicò papa Vigilio e inviò all'imperatore una memoria a favore dei Tre Capitoli. Giustiniano convocò a Cartagine i primati africani, tra cui Reparato, per cercare di convincerli a passare dalla parte degli oppositori dei Tre Capitoli. La forte resistenza opposta da Reparato, portò alla sua deposizione e all'esilio a Eucaita, dove morì il 7 gennaio 563. Al suo posto fu eletto Primoso, diacono di Reparato, più docile a sottomettersi alle posizioni imperiali.
Non si hanno notizie sulla Chiesa cartaginese fino all'epoca di papa Gregorio I (590-604). Il suo epistolario documenta lo stretto legame tra la Chiesa africana e quella di Roma, e il ruolo del metropolita Domenico di Cartagine nel mantenere l'unità della Chiesa africana e nel frenare gli ultimi tentativi di emergere del donatismo.
L'ultima notizia di un certo rilievo dell'epoca bizantina riguarda la questione del monotelismo. Un concilio generale fu celebrato a Cartagine nel 646, quando la sede primaziale era vacante, durante il quale i vescovi africani condannarono la nuova dottrina teologica. La lettera sinodale africana fu letta e messa agli atti nel corso del concilio lateranense del 649.

### La conquista araba e la fine della Chiesa di Cartagine
Cartagine fu conquistata dagli arabi mussulmani nel 698. I nuovi padroni di quella che era stata l'Africa romana salvaguardarono la religione cristiana, ma introdussero leggi che limitarono il culto pubblico, la costruzione di edifici di culto, e che in genere favorirono la conversione all'islam.
Non si conosce quasi nulla della vita della Chiesa di Cartagine in questo periodo per mancanza di fonti documentarie, e anche la lista episcopale è ridotta a soli tre nomi: Giacomo, verso la fine del X secolo, Tommaso e Ciriaco nella seconda metà dell'XI secolo. In ogni caso, le testimonianze medievali, che attestano l'esistenza di questi vescovi, e le lettere pontificie documentano la presenza, in questo periodo, di una comunità cristiana vitale e organizzata, ancora capace di eleggere i propri vescovi.
La conquista degli Almohadi pose fine al cristianesimo nel Nordafrica. Nel XII secolo non si hanno più notizie di cristiani cartaginesi. Secondo un autore arabo contemporaneo, attorno al 1160 Cartagine era ridotta a semplice villaggio, abitato solo da arabi mussulmani, non esistevano più strutture cristiane né chiese. Sparute comunità di cristiani sono ancora attestate, ma non a Cartagine, nel XIV secolo.

### Il primato del vescovo di Cartagine
L'episcopato africano era numerosissimo, e ogni borgata di una certa importanza, come pure i grandi latifondi imperiali, avevano un loro vescovo. Nella conferenza del 411 furono presenti 286 vescovi cattolici. Nelle liste episcopali redatte in occasione della convocazione alla riunione cartaginese del 484, furono censite 464 sedi episcopali così distribuite, considerando le province romane da est ad ovest: 5 in Tripolitania, 54 in Proconsolare, 117 in Bizacena, 123 in Numidia, 123 nella Mauretania Cesariense e 42 nella Mauretania Sitifense.
Ogni provincia civile aveva il suo primate, chiamato episcopus primae sedis. Diversamente dalle altri parti dell'impero romano, non esistevano in Africa sedi metropolitane e province ecclesiastiche. La particolarità più importante della Chiesa africana è che il titolo primaziale non era legato a una sede particolare, ma all'anzianità: ossia, il vescovo più anziano aveva il titolo di primate pro tempore della sua provincia. Faceva eccezione la provincia della Proconsolare, il cui primate era sempre quello di Cartagine, la città più importante dell'Africa romana.
La primazia di Cartagine sulla Proconsolare e su tutta l'Africa romana si sviluppò gradualmente. All'epoca di san Cipriano, l'autorità personale del santo e la convocazione quasi annuale di concili generali africani a Cartagine aiutò a rafforzare questa primazia, che inizialmente aveva però un carattere solamente morale, non ufficiale. Il primato morale della sede cartaginese si rafforzò ulteriormente nel IV e nel V secolo, in particolare durante l'episcopato di sant'Aurelio, da cui dipendeva l'ordinazione di tutti i vescovi africani.
L'autorità primaziale del vescovo di Cartagine si stabilì in via definitiva con l'avvento dei Bizantini nel VI secolo. Già nel concilio di Cartagine del 525 il primate di Bizacena, Liberato, si oppose al riconoscimento del titolo di primate d'Africa a Reparato di Cartagine. I papi di Roma e l'imperatore Giustiniano I invece riconobbero il titolo primaziale dei vescovi di Cartagine, i quali solo da questo momento iniziano ad essere chiamati metropoliti o arcivescovi. Il titolo di «arcivescovo e metropolita di tutta l'Africa» fu espressamente confermato da papa Leone IX al vescovo Tommaso nel 1053.

### La restaurazione della sede di Cartagine e la sede titolare
La prima menzione di un vescovo in partibus infidelium con il titolo Carthaginensis risale al 1519. In seguito non si hanno attestazioni di vescovi con questo titolo per oltre un secolo, fino alla nomina di Diego Requeséns, futuro vescovo di Mazara del Vallo. Da allora il titolo fu assegnato regolarmente fino al 1884.
Il 10 novembre 1884 papa Leone XIII con la bolla Materna Ecclesiae caritas restaurò l'antica arcidiocesi di Cartagine e conseguentemente il titolo in partibus fu soppresso. La nuova arcidiocesi fu ricavata dal vicariato apostolico di Tunisi e aveva il rango di sede metropolitana, benché senza suffraganee; l'arcivescovo metropolita godeva anche del titolo di primate d'Africa.
L'anno successivo, con la bolla Apostolicis litteris del 31 marzo, lo stesso papa Leone XIII estese la giurisdizione degli arcivescovi di Cartagine a tutto il territorio del vicariato apostolico di Tunisi, che fu contestualmente soppresso.
Dal 1884 al 1890 fu costruita sulla collina di Byrsa la cattedrale di san Luigi (oggi sconsacrata), dove fu sepolto il cardinale Lavigerie, fondatore dei missionari d'Africa, e primo arcivescovo della restaurata sede cartaginese. Tuttavia, la natura del terreno suggerì la costruzione della nuova cattedrale di San Vincenzo de' Paoli a Tunisi, che fu portata a termine fra il 1893 e il 1897.
Il 9 luglio 1964 in forza della bolla Prudens Ecclesiae di papa Paolo VI l'arcidiocesi di Cartagine fu soppressa e al suo posto fu eretta la prelatura territoriale di Tunisi (oggi arcidiocesi); contestualmente fu ristabilita la sede titolare di Cartagine. La sede è vacante dal 30 giugno 1979.

## Cronotassi

### Sede antica
- San Crescente ? † (? - ~80)[2]
- Sant'Epeneto ? † (? - ~115)[3]
- San Sperato ? † (? -17 luglio 180)[2]
- Ottato ? † (menzionato nel 203)[43]
- Agrippino † (circa 230 - circa 240 deceduto)[7]
- Donato I † (? - 248 deceduto)[44]
- San Cipriano † (248 - 14 settembre 258 deceduto)
  - Massimo † (251 - ?) (vescovo novaziano)[45]
  - Fortunato † (252 - ?) (antivescovo)[46]
- Luciano † (seconda metà del III secolo)
- Carpoforo † (seconda metà del III secolo)[47]
- Ciro † (seconda metà del III secolo)[48]
- Mensurio † (prima del 303 - circa 311 deceduto)[49]
- Ceciliano † (circa 311 - dopo il 325)[50]
  - Maggiorino † (312 - circa 313 deceduto) (vescovo donatista)[51]
  - Donato II † (circa 313 - circa 350/355 deceduto) (vescovo donatista)[52]
- Rufo ? † (menzionato nel 337/340)[53]
- Grato † (prima del 343/344 - dopo il 345/348)[54]
  - Parmeniano † (circa 350/355 - circa 391 deceduto) (vescovo donatista)
- San Restituto † (menzionato nel 359)[55]
- Geneclio † (prima del 390 - 7 maggio 390/393 deceduto)
- Sant'Aurelio † (prima dell'8 ottobre 393 - dopo il 426)
  - Primiano † (circa 391 - ?) (vescovo donatista)
  - Massimiano † (fine 392 - ?) (vescovo donatista dissidente)
- Capreolo † (prima del 431 - circa 435 deceduto)[56]
- San Quodvultdeus † (circa 437 - circa 454 deceduto)[57]
- San Deogratias † (24 ottobre 454[58] - fine 457 o inizio 458 deceduto)
  - Sede vacante
- Sant'Eugenio † (481[59] - 505 deceduto)
  - Sede vacante
- Bonifacio † (523 - circa 535 deceduto)
- Reparato † (535 - 552 deposto)[60]
- Primoso † (552 - circa 565 deceduto)
- Publiano † (circa 565 - dopo il 581)
- Domenico † (prima di luglio 592 - dopo il 601)[61]
- Fortunio † (menzionato tra il 641 e il 646)[62]
- Vittore † (16 luglio 646 - ?)[63]
- Stefano † (epoca bizantina)[64]
- Giacomo † (990 - ?)[35]
- Tommaso † (menzionato nel 1053)[35]
- Ciriaco † (prima del 1073 - dopo il 1076)[34]

### Arcivescovi titolari fino al 1884
- Bernardino de Monachelli, O.F.M. † (13 maggio 1519 - ?)
- Diego Requeséns † (7 settembre 1637 - 7 ottobre 1647 nominato arcivescovo, titolo personale, di Mazara del Vallo)
- Scipione Costaguti † (6 luglio 1648 - ?)
- Lorenzo Trotti † (11 ottobre 1666 - 12 dicembre 1672 nominato vescovo di Pavia)
- Jacques-Nicolas de Colbert † (29 aprile 1680 - 29 gennaio 1691 nominato arcivescovo di Rouen)
- Cornelio Bentivoglio † (16 marzo 1712 - 15 aprile 1720 nominato cardinale del titolo di San Girolamo dei Croati)
- Pietro Battista di Garbagnate, O.F.M. † (15 giugno 1720 - 11 aprile 1730 deceduto)
- Antonio Balsarini † (26 agosto 1730 - 2 gennaio 1731 deceduto)
- Francesco Girolamo Bona † (18 luglio 1731 - 28 dicembre 1749 deceduto)
- Johann Joseph von Trautson † (7 dicembre 1750 - 12 aprile 1751 succeduto arcivescovo di Vienna)
- Cristoforo Migazzi †  (20 settembre 1751 - 20 settembre 1756 nominato arcivescovo, titolo personale, di Vác)
- Giuseppe Locatelli † (28 gennaio 1760 - 25 novembre 1763 deceduto)
- Matteo Gennaro Testa Piccolomini † (22 dicembre 1766 - 6 aprile 1782 deceduto)
- Ferdinando Maria Saluzzo † (13 luglio 1784 - 23 febbraio 1801 nominato cardinale del titolo di Santa Maria del Popolo)
- Giovanni Devoti † (29 maggio 1804 - 18 settembre 1820 deceduto)
- Augustin-Louis de Montblanc † (27 giugno 1821 - 26 novembre 1824 succeduto arcivescovo di Tours)
- Filippo de Angelis † (15 marzo 1830 - 15 febbraio 1838 succeduto arcivescovo, titolo personale, di Montefiascone)
- Michele Viale-Prelà † (12 luglio 1841 - 28 settembre 1855 nominato arcivescovo di Bologna)
- Salvatore da Ozieri, O.F.M.Cap. † (25 settembre 1862 - 28 maggio 1863 deceduto)
- Lajos Haynald † (22 settembre 1864 - 17 maggio 1867 nominato arcivescovo di Kalocsa)
- Pietro Rota † (12 maggio 1879 - 4 novembre 1884 nominato arcivescovo titolare di Tebe)

### Sede restaurata (1884-1964)
- Charles-Martial-Allemand Lavigerie, M.Afr. † (10 novembre 1884 - 26 novembre 1892 deceduto)
- Barthélemy Clément Combes † (16 giugno 1893 - 20 febbraio 1922 deceduto)
- Alexis Lemaître, M.Afr. † (20 febbraio 1922 succeduto - 16 maggio 1939 deceduto)
- Charles-Albert Gounot, C.M. † (16 maggio 1939 succeduto - 20 giugno 1953 deceduto)
- Paul-Marie-Maurice Perrin † (29 ottobre 1953 - 9 luglio 1964 nominato prelato di Tunisi[65])

### Arcivescovi titolari dal 1964
- Agostino Casaroli † (4 luglio 1967 - 30 giugno 1979 nominato cardinale del titolo dei Santi XII Apostoli)